# Ethan Blackadder
Pour les articles homonymes, voir Blackadder.
Pas d'image ? Cliquez ici

a Compétitions nationales et continentales officielles uniquement.

b Matchs officiels uniquement.
Dernière mise à jour le 14 septembre 2021.
Ethan Blackadder, né le 22 mars 1995 à Rangiora (Nouvelle-Zélande), est un joueur international néo-zélandais de rugby à XV. Il évolue au poste de troisième ligne aile avec les Crusaders en Super Rugby depuis 2018, et avec la province de Tasman en NPC depuis 2016.

## Biographie
Ethan Blackadder est le fils de l'ancien All Black et joueur des Crusaders, Todd Blackadder. Comme son père, il naît à Rangiora dans la région de Canterbury, où il vit les premières années de sa vie. Il déménage avec sa famille à Nelson en 2006, et suit son enseignement secondaire au Nelson College (en). Après avoir terminé sa scolarité en 2012, il commence un apprentissage en maçonnerie, toujours à Nelson.

## Carrière

### Carrière en club
Lors de son passage au Nelson College, Ethan Blackadder n'est pas vraiment passionné par le rugby, qui n'est pour lui qu'un loisir de second plan. Ses passions sont alors la chasse et le VTT, et ne joue au rugby qu'avec l'équipe 3 de son établissement,.
Après le lycée, il rejoint en 2013 le club amateur du Nelson RFC, avec qui il évolue dans un premier temps avec l'équipe réserve, tout en étant le capitaine de celle des moins de 18 ans. L'année suivante, il fait ses débuts avec l'équipe première dans le championnat local. En 2014 également, il représente l'équipe des moins de 19 ans de la province de Tasman dans le championnat provincial junior, et fait partie de l'académie de la franchise des Crusaders à partir de 2015,.
En septembre 2016, il est appelé en cours de saison par la province de Tasman, disputant le National Provincial Championship (NPC), afin de remplacer un joueur blessé. Il joue son premier match le 10 septembre 2016 contre Otago,. Lors de sa première saison au niveau professionnel, il dispute neuf rencontres (pour une titularisation) et participe à la finale du championnat, que son équipe perd face à Canterbury,.
En 2017, après avoir été le capitaine du Nelson RFC lors de sa victoire en championnat, il est à nouveau nommé dans l'effectif de Tasman pour la saison de NPC,. Pour sa deuxième saison avec la province, il s'impose comme un titulaire indiscutable au poste de troisième ligne aile côté fermé (n°6), et réalise une saison pleine avec onze matchs disputés,.
Grâce à ses performances avec Tasman, il obtient un contrat avec la franchise des Crusaders pour disputer la saison 2018 de Super Rugby. Il joue son premier match de Super Rugby le 21 avril 2018 contre les Sunwolves. Au sein d'un effectif très compétitif à son poste, il ne joue que trois rencontres lors de cette première saison au plus haut niveau, et ne dispute pas les phases finales de la compétition, que son équipe remporte,. Au mois de juin 2018, il est titulaire au poste de n°8 face aux Barbarians français, à l'occasion de leur tournée en Nouvelle-Zélande. Cette même année, il est élu meilleur joueur débutant de son équipe par ses coéquipiers.
Lors de la Saison 2019 de Super Rugby, il manque une grande partie de la compétition à cause d'une blessure à l'épaule, et ne joue que quatre rencontres,. Après cette saison frustrante, il enchaîne avec la saison de NPC avec Tasman, et participe à la première victoire en championnat provincial de l'histoire de son équipe. Il manque toutefois la finale de la compétition, après une nouvelle blessure à l'épaule survenue en demi-finale.
Cette même blessure lui fait par la suite manquer l'intégralité du Super Rugby 2020. Il fait son retour à la compétition lors du Super Rugby Aotearoa en juin 2020, mais ne fait que deux petites apparitions en tant que remplaçant, avant de se blesser à nouveau, cette fois au genou. Cette nouvelle blessure lui fait rater la saison de NPC, que Tasman remporte pour la deuxième fois consécutive. Néanmoins, il participe d'une autre manière aux succès de sa province, avec un rôle d'entraîneur ponctuel.
En 2021, pour sa quatrième saison avec les Crusaders, il parvient enfin à mettre les blessures de côté et retrouve un niveau physique optimal, ce qui lei permet de réaliser sa première saison pleine lors du Super Rugby Aotearoa,. Il est titulaire lors de la finale du championnat, que son équipe remporte face aux Chiefs. Grâce à ses bonnes performances, et son attitude en dehors du terrain, il est élu par ses coéquipiers meilleur Crusader de l'année,.

### Carrière en sélection
Ethan Blackadder fait partie du groupe élargi de l'équipe de Nouvelle-Zélande des moins de 20 ans en décembre 2014, mais n'est pas retenu dans le groupe définitif.
Il est sélectionné pour la première fois avec les All Blacks en juin 2021 par Ian Foster, afin de participer à la série de test-matchs contre les Tonga et les Fidji. Il connaît sa première cape le 3 juillet 2021 contre les Tonga à Auckland, en tant que remplaçant,. Il est titularisé pour la première fois au poste de troisième ligne aile la semaine suivante, contre les Fidji.

## Palmarès

### En franchise et province
- Finaliste du National Provincial Championship en 2016 et 2017 avec Tasman.
- Vainqueur du Super Rugby en 2017, 2018, 2019, 2022, 2023 et 2025 avec les Crusaders.
- Vainqueur du National Provincial Championship en 2019 avec Tasman.
- Vainqueur du Super Rugby Aotearoa en 2020 et 2021 avec les Crusaders.

### En équipe nationale
- Vainqueur du Rugby Championship en 2021.
- Finaliste de la Coupe du monde 2023.

## Statistiques
Au 30 septembre 2024, Ethan Blackadder compte 15 capes en équipe de Nouvelle-Zélande, dont neuf en tant que titulaire, depuis le 3 juillet 2021 contre l'Tonga à Auckland. Avec les Kiwis, il dispute une Coupe du monde en 2023. Il participe à deux édition du Rugby Championship, en 2021 et 2024. Il dispute huit rencontres dans cette compétition,.